# Lamprosema flaviterminalis
Lamprosema flaviterminalis là một loài bướm đêm trong họ Crambidae. Loài này được tìm thấy ở Perú.